# جوزپه پاترونی گریفی
جوزپه پاترونی گریفی (ایتالیایی: Giuseppe Patroni Griffi؛ ۲۷ فوریهٔ ۱۹۲۱ – ۱۵ دسامبر ۲۰۰۵) نمایشنامه‌نویس، فیلم‌نامه‌نویس، کارگردان و نویسنده ایتالیایی بود.

## زندگی و حرفه
جوزپه پاترونی گریفی در ۲۷ فوریهٔ ۱۹۲۱ در ناپل در خانواده ای اشرافی به دنیا آمد و بلافاصله پس از پایان جنگ جهانی دوم به رم رفت و زندگی حرفه‌ای خود را در آنجا گذراند. او یکی از برجسته‌ترین بازیگران تئاتر و فیلم ایتالیایی در ایتالیای پس از جنگ است. روبرتو روسلینی فیلمی از نمایشنامهٔ روح سیاه (Anima nera) از پاترونی گریفی ساخت.
موزیکال ترانه‌های یک نیم قرن (Canzoni di mezzo secolo) در سال ۱۹۵۲، نخستین اثر پاترونی گریفی در نویسندگی فیلم بود. او بعدها فیلم‌هایی را کارگردانی کرد که شامل بازیگرانی چون شارلوت رمپلینگ، الیزابت تیلور، مارچلو ماسترویانی، لائورا آنتونلی، فلوریندا بولکن، ترنس استامپ، فابیو تستی را شامل می‌شد.
پاترونی گریفی همچنین با تولیدات تلویزیونی متعددی از اپرا، از جمله لا تراویاتا اثر جوزپه وردی درگیر بود. بسیاری از تولیدات تئاتری او شامل آثاری از لوئیجی پیراندلو، ادواردو د فیلیپو، ژان کوکتو و تنسی ویلیامز است. او نخستین مجموعهٔ داستانی خود را به عنوان یک نویسنده در سال ۱۹۵۵ با عنوان پسر تراستور (Ragazzo di Trastevere) منتشر کرد. او بعدها با به تولدو می‌رود و مرگ زیبایی که هر دو در ناپل اتفاق می‌افتند، کمک قابل توجهی به مجموعه ادبیات همجنس‌گرایان ایتالیایی کرد.
او در رم درگذشت.

## گزیدهٔ فیلم‌شناسی

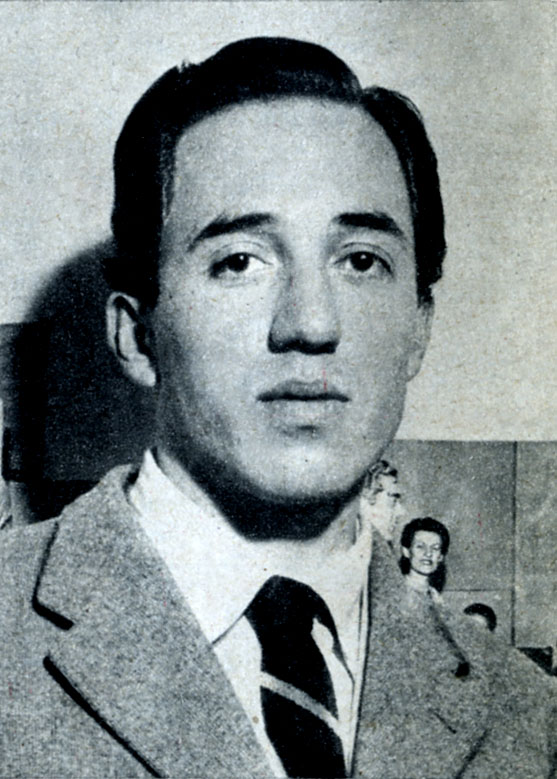
جوزپه پاترونی گریفی در سال ۱۹۵۸

از آثار برجستهٔ او به عنوان کارگردان فیلم می‌توان به موارد زیر اشاره کرد:
- دریا (۱۹۶۲؛ ایتالیایی: Il Mare)
- به شب هنگام شام فکر کن [en] (۱۹۶۹)
- افسوس که او یک فاحشه است (۱۹۷۱؛ اقتباس فیلم از یک تراژدی با همین نام با بازی شارلوت رمپلینگ و الیور توبیاس)
- صندلی راننده (۱۹۷۴؛ با الیزابت تیلور)
- حوری آسمانی (۱۹۷۵)
- دام (۱۹۸۵)
- رومی (۱۹۸۸؛ ایتالیایی: La romana)
- توسکا (۱۹۹۲)
- لا تراویاتا (۲۰۰۰)